# 15 bishōjō hyōryuuki
15 bishōjō hyōryuuki (15美少女漂流記OVA?, 15 bishōjō hyōryuuki OVA) è una serie di OAV giapponese creata da Kazuya Kuroda e Takahiro. La serie è composta da 3 episodi usciti a partire da dicembre 2009. L'uscita del primo episodio fu annunciata il 30 ottobre 2009 sul numero di dicembre della rivista BugBug Magazine di Sun-Magazine Publishing.
In Italia gli episodi sono inediti.

## Trama
15 studentesse sono naufragate su un'isola deserta assieme a un loro compagno maschio. Egli tenterà di riprendere tutte le ragazze, finendo però sempre negativamente.

## Doppiaggio
- Erena Kaibara è Momo Sumomo
- Izumi Maki è Nogiku Nago
- Kazane è Saori Asō
- Minami Hokuto è Nanashi
- Nazuna Gogyo è Hikari Satake
- Oto Agumi è Kotoko Yotsuya
- Rino Kawashima è Funako Chiba
- Rumiko Sasa è Kageko Satake
- Ryoko Ono è Hikari Satake (è Nazuna Gogyo)
- Sayaka Aoki è Kageko Satake (è Rumiko Sasaki)
- Yukari Aoyama è Sabatini Espresso
- Haruka Nagami è Sou (è Yuki Matsunaga)
- Hikaru Isshiki è Nozomi Takasaki (ep 3)
- Kanoko Hatamiya è Ema Sanada (è Konami Oonami)
- Mio Ōkawa è Queen (ep 3)
- Miru è Haruna Takasaki (ep 3)
- Risa Matsuda è Setemu (ep 3)

## Sigle
Sigla di apertura
1. 01: "Love♥Island" di Yui Sakakibara

Sigla di chiusura
1. 01: "Chance" di Yui Sakakibara